# آنا دي نويل

آنا دي نويل (15 نوفمبر 1876 - 30 أبريل 1933) هي كانت كاتبة، شاعرة ونسوية رومانية - فرنسية.